# Praenuculidae
Praenuculidae zijn een uitgestorven familie van tweekleppigen uit de orde Nuculoida.

## Geslachten
Concavodontinae
- Concavodonta Babin & Melou, 1972
- Emiliodonta Sánchez, 2010
- Hemiconcavodonta Sánchez, 1999

Praenuculinae
- Cuyopsis
- Fidera
- Ledopsis Beushausen, 1884
- Palaeoconcha
- Paulinea
- Pensarnia Cope, 1996
- Praeleda Barrande, 1881
- Praenucula
- Trigonoconcha
- Similodonta Soot-Ryen, 1964
- Villicumia